# Харис Пашовић
Харис Пашовић (Сарајево, 16. јул 1961) босанскохерцеговачки и југословенски је позоришни редитељ и универзитетски професор.

## Биографија
Дипломирао је позоришну режију на Академији уметности у Новом Саду у класи професора Боре Драшковића. Као Фулбрајтов стипендиста борави у САД и студира на три универзитета.
Пашвић је завршио напредни курс за младе режисере на Фестивалу Авињон у Француској и био је стипендиста у Нордијском позоришном институту (Один Тхеатар) у Данској. Студирао је у Школи за менаџмент Универзитета Ланкастер у Великој Британији.
Током битке за Сарајево радио је у граду, режирао Чекајући Годоа и био активан у позоришном животу града.
Један је од оснивача Сарајевског филмског фестивала.
Пашовић је био умјетнички директор организације Сарајево Интернационал у Амстердаму где је режирао неколико представа.
Ради као редовни професор на Академији уметности у Сарајеву, ИДСЦ Бизнис школи у Словенији и гостујући предавач на Академији уметности у Новом Саду.
Одржао је низ радионица и мастеркласова у бившој Југославији и Европи.
Написао је комад Rebellion at the National Theatre (2004) а потом и комаде Society of Spectacle (2012), What Would You Give Your Life For? (2016) и Uncovering a Woman (2016).
Обављао је функцију директора неколико позоришних фестивала.
Режирао је и краткометражне игране и документарне филмове. Његов документарни филм "Грета" о проф. Грети Ферушић која је преживјела Аушвиц и грађански рат у Босни, учествовао је на Јеврејском филмском фестивалу у у Линколн Центру у Њујорку, на фестивалу ИДФА у Амстердаму, на Хјуман рајтс воч фестивалу у Лондону, Сарајево Филм Фестивалу, те на фестивалима у Риму, Љубљани, Сан Франциску, Стокхолму и другим фестивалима. Он је режирао документарне филмове "Дом", "Љуби ближњег свога", "Балкан – крв и мед"  (Сарајево Филм Фестивал) и А пропос де Сарајево (Сарајево Филм фестивал, Бангкок ИФФ).

## Награде
- Златни ловор вијенац за најбољег редитеља Фестивал МЕСС[6]
- Најбољи редитељ на фестивалу БИТЕФ Београд[6]
- Награда Бојан Ступица за најбољу југословенску режију 1989.[6]
- Награда УЦХИМУРА 1994.[6]
- Најбољи редитељ на БХ театарским сусретима[6]

## Одабрана театрографија
- Буђење пролећа, 06.05.1987, Београд, Југословенско драмско позориште[7]
- Дозивање птица, 07.04.1989, Београд, Југословенско драмско позориште[7]
- Чекајући Годоа, 25.06.1991, Београд, Београдско драмско позориште[7]
- Ромео и Јулија, 2002, Сарајево[6]
- Хинкеман
- Госпођица Јулија, Мадленијанум, 2021.[8][9]